# Adelbert III van La Marche
Adelbert III van La Marche († 1145) was van 1117 tot 1145 graaf van La Marche. Hij behoorde tot het huis Montgommery.

## Levensloop
Adelbert III was de zoon van gravin Almodis van La Marche en haar echtgenoot Rogier Poitevin. In 1113 droeg zijn vader de macht in het graafschap La Marche officieel aan hem over.
Na de dood van zijn moeder in 1117 kreeg hij de titel van graaf van La Marche. Hij bleef in functie tot aan zijn overlijden in 1145, waarna zijn zoon Adelbert IV hem opvolgde.

## Huwelijk en nakomelingen
Adelbert III was gehuwd met ene Orengarda, wier afkomst onbekend is. Ze kregen drie kinderen:
- Adelbert IV († 1178/1180), graaf van La Marche
- Boso V († na 1172)
- Marchesa († na 1187), huwde met burggraaf Guido IV van Limoges